# 275e régiment d'artillerie (France)
Pour le régiment soviétique, voir 275e régiment d'artillerie automotrice.
Le 275e régiment d'artillerie de campagne (275e RAC) est une unité militaire française de la fin de la Première Guerre mondiale.

## Création et différentes dénominations
- avril 1917 : formation du 275e régiment d'artillerie de campagne à partir de l'artillerie divisionnaire de la 45e division d'infanterie (AD/45) :
  - 5e groupe d'artillerie de campagne d'Afrique
  - un groupe du 15e régiment d'artillerie de campagne
  - un groupe du 58e régiment d'artillerie de campagne
- mai 1919 : dissous

## Historique des opérations et garnisons du régiment

### Première Guerre mondiale

#### 1917
Le régiment est formé le 1er avril 1917 à partir des trois groupes de l'AD/45, équipés de canons de 75, :
- le 1er groupe du 275e RAC est formé par le 5e groupe d'artillerie d'Afrique, arrivé à l'AD/45 en mai 1915,
- le 1er groupe du 275e RAC est formé par un groupe du 15e RAC, créé fin 1915 avec une batterie du 41e RAC arrivée en mai 1915, une batterie du 1er régiment d'artillerie à pied arrivée en 1915 et une batterie de renfort formée en 1916,
- le 1er groupe du 275e RAC est formé par un groupe du 58e RAC, arrivé en août 1914.

#### 1919
Le 7 janvier 1919 à Metz, le régiment est décoré par le maréchal Pétain de la fourragère aux couleurs de la croix de guerre 1914-1918,,.
En mars, le régiment reçoit l'ordre de quitter l'AD/45 dissoute, et de rejoindre la 154e division d'infanterie à Lure. Il est destiné à former le 7e régiment d'artillerie de campagne de la 7e division de fusiliers polonais (armée bleue).
Le régiment est dissous le 25 mai 1919 et devient un régiment polonais. Le régiment polonais devient en mars 1920 le 18e régiment d'artillerie légère (pl).